# Toninia
Toninia A. Massal (garbatka, wzdętek) – rodzaj grzybów z rodziny odnożycowatych (Ramalinaceae). Ze względu na współżycie z glonami zaliczany jest do grupy porostów.

## Systematyka i nazewnictwo
Pozycja w klasyfikacji według Index Fungorum: Ramalinaceae, Lecanorales, Lecanoromycetidae, Lecanoromycetes, Pezizomycotina, Ascomycota, Fungi.
Synonimy nazwy naukowej: Bacillina Nyl., Lich. Environs Paris, Bibbya J.H. Willis, Diphloeis Clem., Diplosis Clem., Kiliasia Hafellner, Leptographa Jatta, Lobiona H. Kilias & Gotth. Schneid., Psora Link, Scolecites Stizenb., Skolekites Norman, Syncomista Nieuwl., Thalloedematomyces E.A. Thomas ex Cif. & Tomas., Thalloidima A. Massal.
Nazwa polska według W. Fałtynowicza.

## Gatunki występujące w Polsce
- Toninia alutacea (Anzi) Jatta 1911 – garbatka pośrednia
- Tocninia aromatia (Turner) A. Massal. 1855 – garbatka wonna
- Toninia athallina (Hepp) Timdal 1991[4] – garbatka bezplechowa, krużyk bezplechowy
- Toninia candida (Weber) Th. Fr. 1867 – garbatka śnieżysta, wzdętek śnieżysty
- Toninia diffracta (A. Massal.) Zahlbr. 1901 – garbatka rozproszona
- Toninia populorum (A. Massal.) Kistenich, Timdal, Bendiksby & S. Ekman 2018 – tzw. fasolnica topolowa, kropnica topolowa
- Toninia rosulata (Anzi) H. Olivier 1911 – garbatka promienista
- Toninia sedifolia (Scop.) Timdal 1991 – garbatka niebieskoczarna
- Toninia squalescens (Nyl.) Th. Fr. 1874 – garbatka łuskowata
- Toninia squalida (Ach.) A. Massal. 1852 – garbatka nastroszona
- Toninia subnitida Hellb. Hafellner & Türk 2001[4] – garbatka matowa, krużyk matowy
- Toninia toniniana (A. Massal.) Zahlbr. 1886[4] – garbatka brodaweczkowata
- Toninia tristis (Th. Fr.) Th. Fr. 1874 – garbatka żałobna
- Toninia tumidula (Sm.) Zahlbr. 1926 – garbatka nabrzmiewająca
- Toninia verrucarioides (Nyl.) Timdal 1991 – garbatka brodawnicowata

Nazwy naukowe na podstawie Index Fungorum. Nazwy polskie według W. Fałtynowicza.